# Profanación de la hostia

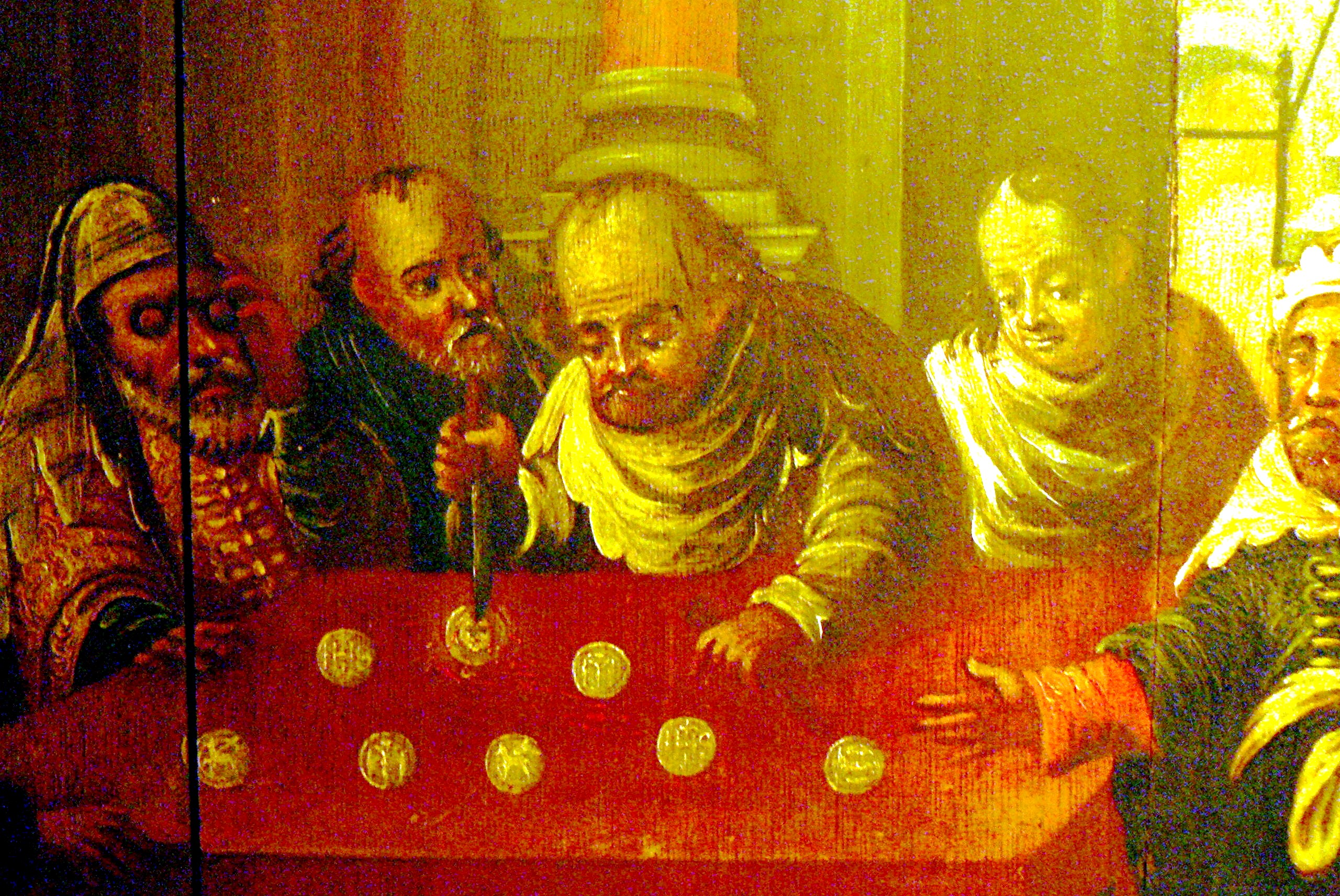
Pintura (siglo XVI) que muestra la supuesta profanación de hostias por judíos en Passau en 1477 (detalle).

La profanación de la hostia es una forma de sacrilegio en las iglesias cristianas que siguen la doctrina de la presencia real de Cristo en la eucaristía. Implica el maltrato o uso malicioso de una hostia consagrada, el pan utilizado en el servicio eucarístico de la Divina Liturgia o misa (también conocido por los protestantes simplemente como pan de comunión). Está prohibida por las iglesias católica y ortodoxa oriental, así como en ciertas tradiciones protestantes (incluidos el anglicanismo, el luteranismo y el metodismo). En el catolicismo, donde se considera que la hostia ha sido transubstanciada en el cuerpo de Jesucristo, la profanación de la misma es uno de los pecados más graves. La profanación intencional implica la pena de excomunión. A lo largo de la historia, varios grupos han sido acusados de profanar la eucaristía, a menudo con graves consecuencias debido a la importancia espiritual de la hostia consagrada.
Las acusaciones contra los judíos fueron un motivo común de masacres y expulsiones a lo largo de la Edad Media en Europa. Se hicieron acusaciones similares en la caza de brujas. Las guías de los cazadores de brujas, como el Malleus Maleficarum, se refieren a las hostias como objetos de profanación por parte de las brujas. Forma parte de muchas descripciones de la Misa Negra, tanto en obras ostensiblemente históricas como en la ficción.

## Antecedentes

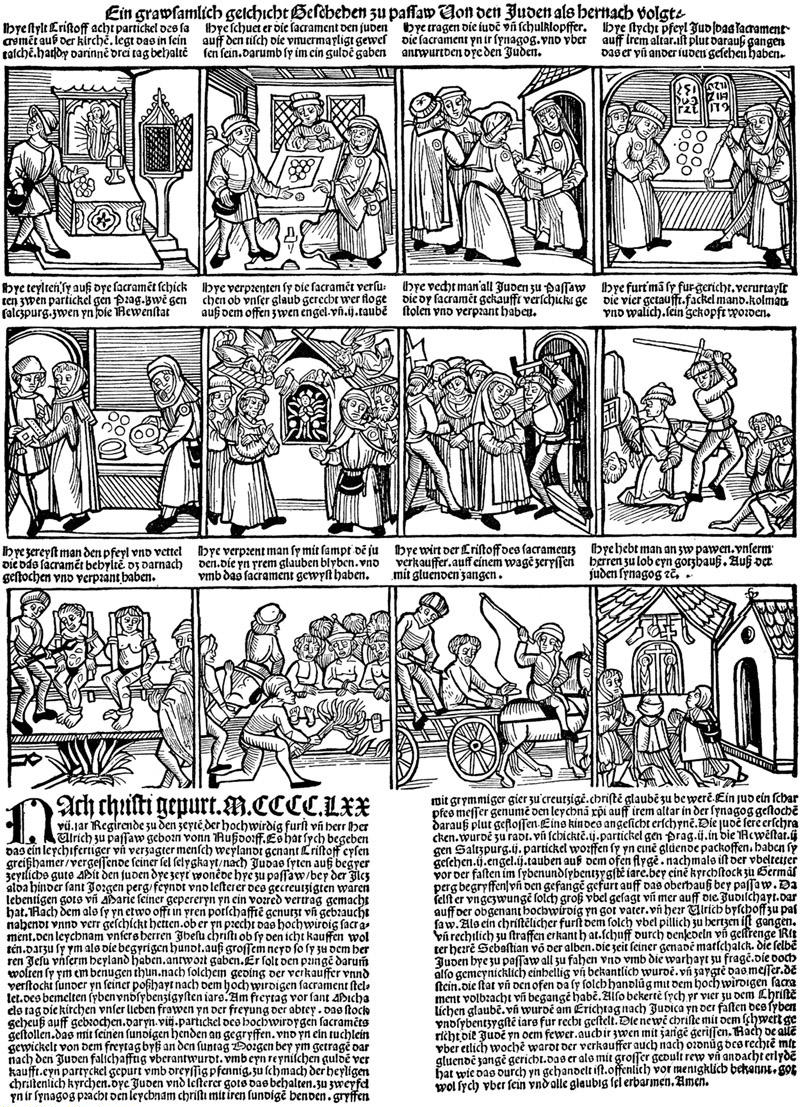
De un grabado en madera alemán del siglo XV de la profanación de la hostia por los judíos de Passau, 1477. Las hostias son robadas y vendidas a la comunidad judía, quienes las perforan en un ritual. Cuando los guardias vienen a interrogar a los judíos, ellos (los judíos) intentan quemar las hostias, pero no tienen éxito, ya que las hostias se transforman en un niño llevado por ángeles. Los judíos, ahora declarados culpables, son arrestados y torturados con tenazas calientes, toda la comunidad es expulsada con los pies atados y llevada al fuego, y el cristiano que vendió las hostias a los judíos es castigado. Al final los cristianos se arrodillan y oran.

En la Iglesia Católica, la transubstanciación de la eucaristía significa que el "cuerpo, la sangre, el alma y la divinidad" de Jesucristo están presentes en forma de hostia consagrada y son adorados. El robo, la venta o el uso de la hostia para un propósito profano se considera un pecado grave y sacrílego, cuyo perpetrador sufre la pena de excomunión, que se impone automáticamente en la iglesia latina y en la ortodoxa (Código de la Iglesia Latina canon 1367, o Código de Cánones de las Iglesias Orientales canon 1442 ).
Algunas confesiones, especialmente luteranas, tienen creencias similares con respecto a la eucaristía y la presencia real, aunque rechazan el concepto católico romano de la transubstanciación, prefiriendo en cambio la doctrina de la unión sacramental, en la que "el cuerpo y la sangre de Cristo están tan verdaderamente unidos al pan y el vino de la Sagrada Comunión para que los dos puedan ser identificados. Son al mismo tiempo cuerpo y sangre, pan y vino... en este sacramento el cristiano luterano recibe el mismo cuerpo y sangre de Cristo precisamente para el fortalecimiento de la unión en la fe.” Tanto las Iglesias ortodoxas orientales como la Iglesia copta, insisten "en la realidad del cambio del pan y el vino al cuerpo y la sangre de Cristo en la consagración de los elementos", aunque "nunca han intentado explicar la forma del cambio", rechazando así los términos filosóficos para describirlo.
La Iglesia Metodista sostiene de manera similar que Jesús está realmente presente en la eucaristía "a través de los elementos del pan y el vino", pero sostiene que la forma en que está presente es un misterio santo. Hasta que el Movimiento de Oxford del siglo XIX reintrodujo la doctrina clásica de la presencia real, el anglicanismo había favorecido el recepcionismo, la doctrina de que mientras el pan y el vino en la eucaristía continúan existiendo sin cambios después de la consagración, el comulgante fiel recibe junto con ellos el cuerpo y la sangre de Jesús Cualquiera que sea la doctrina seleccionada, entre los anglicanos el pan y las hostias consagrados son reservados y tratados con gran reverencia.
Desde la publicación de los Memoriale Domini en 1969, la Iglesia Católica permite que en ciertos países se de a los comulgantes la hostia en la mano, en lugar de directamente en la lengua, reviviendo una "antigua costumbre". La práctica hace que el acceso a las hostias consagradas sea más fácil que en el pasado, ya que quien la recibe en la mano puede pretender llevársela a la boca para su consumo. Sobre esto, el Papa Benedicto XVI afirmó: "No me opongo en principio a la comunión en la mano; yo mismo he administrado y recibido la comunión de esta manera... La idea detrás de mi práctica actual de hacer que las personas se arrodillen para recibir la comunión en la lengua fue enviar una señal y subrayar la Presencia Real con un signo de exclamación" Recibir en la lengua sigue siendo la norma oficial de la Iglesia Católica, mientras que recibir en la mano es, en los países de habla inglesa, la norma práctica. Arrodillarse para recibir la comunión sigue siendo la norma entre anglicanos y luteranos.
Hasta 2015, la profanación de hostias era un delito en España, y en el Código de Derecho Canónico de 1983.

## Acusaciones en la Edad Media contra los judíos

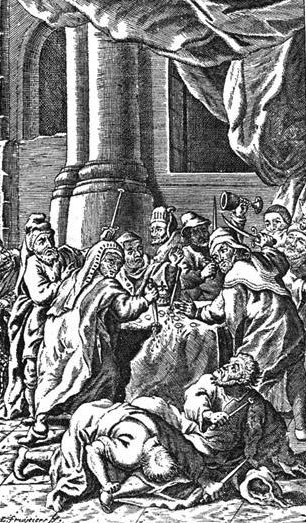
Judíos representados torturando a la hostia, en un tapiz belga.

Acusaciones de profanación de hostias (en alemán: Hostienschändung) dirigidas contra los judíos fueron un pretexto común para masacres y expulsiones a lo largo de la Edad Media en Europa. El libelo del "deicidio judío" -que el pueblo judío fue responsable de la muerte de Jesús, a quien los cristianos consideran como Dios hecho hombre- era una creencia cristiana generalmente aceptada. Se afirmó falsamente que los judíos robaron hostias (objetos a los que no les atribuyeron ningún significado, religioso o de otro tipo), y además se afirmó falsamente que abusaron de estas hostias para recrear la crucifixión de Jesús, apuñalándolas o quemándolas.
Los eruditos modernos, como el sacerdote católico Gavin Langmuir, han afirmado que estas acusaciones contra los judíos representaban una profunda duda sobre la verdad del cristianismo. Aunque la doctrina de la transubstanciación no implicaba que, al consumir la hostia, los cristianos estuvieran comiendo carne y bebiendo sangre en el sentido normal, el lenguaje utilizado para describir el dogma se habría interpretado como completamente ajeno al judaísmo y la ley judía. Para los judíos, tal sistema de creencias contradiría sus estrictas leyes dietéticas, que prohíben el consumo de sangre, incluso cuando se consumen animales kosher.
Los judíos de la Edad Media fueron frecuentemente víctimas de acusaciones similares, consideradas más graves que la profanación de otros objetos venerados, como reliquias o imágenes de Jesús y los santos. Las acusaciones a menudo estaban respaldadas solo por el testimonio del acusador, quien potencialmente podía tener un prejuicio contra el judío acusado o el pueblo judío. A pesar de esto, algunos presuntos perpetradores fueron juzgados y declarados culpables, con poca evidencia o mediante tortura.
Las penas para los judíos acusados de profanar las hostias sagradas eran severas. Muchos de ellos, después de acusaciones y torturas, "confesaron" haber abusado de las hostias, y fueron condenados y quemados, a veces con todos los demás judíos de la comunidad, como sucedió en Beelitz en 1243, en Praga en 1389,  y en muchas ciudades alemanas, según los escritos de Ocker en el Harvard Theological Review. Según William Nichol, se registraron más de 100 casos de judíos que se declararon culpables de la profanación de hostias.

### Beelitz
La primera acusación registrada se hizo en 1243 en Beelitz, al sur de Potsdam. La tradición informa que, como consecuencia de ello, los judíos de Beelitz fueron quemados en una colina, que posteriormente, y hasta 1945, se llamó Judenberg, aunque no hay evidencia contemporánea de las quemas en documentos del siglo XIII. Según la leyenda, dos judíos habían pinchado una hostia con cuchillos de tal forma que empezó a sangrar. Una criada cristiana a cargo de la adquisición debería haberlos escondido después, pero fue descubierta. Como castigo, los dos hombres fueron quemados. Beelitz ahora se convirtió en un lugar de peregrinación y permaneció así hasta la Reforma. Desde 1370 la hostia se guardaba en una pequeña capilla contigua a la iglesia.

### París
El "caso" más antiguo de una supuesta profanación de hostias, registrado por un gran número de crónicas de este período, se registró en París en 1290. Jan van Tielrode († 1298), por ejemplo, escribió en su Chronicon que un judío parisino llamado Jonathas Ben Haym, prestamista, fue acusado por una sirvienta cristiana, Marie la Hautière, de haber empeñado una hostia consagrada a cambio de ropa por valor de 10 libras de plata. La comunidad judía reunida entonces habría tratado de rasgarla con cuchillos, estiletes y clavos, pero sin lograr destruirla. Solo el cuchillo más grande habría podido partir la hostia en tres pedazos. Entonces habría corrido sangre. Finalmente, los pedazos habrían sido arrojados en agua hirviendo que se habría convertido en sangre, y los pedazos de hostia en un pedazo entero de carne. Este evento, llamado el "milagro de los Billettes", es conmemorado por una vitral en la iglesia de Saint-Étienne-du-Mont, varias representaciones pictóricas y por una obra medieval, Le Mistere de la Saincte Hostie. Se dice que este "milagro" convirtió a muchos testigos al cristianismo, incluido el autor del informe.

### Klosterneuburg y Pulkau
En Klosterneuburg, ya en 1298, el año de la leyenda parisina, un sacerdote había hecho él mismo una hostia "sangrante" como evidencia de un presunto sacrilegio de la hostia por parte de los judíos. Una comisión episcopal de investigación enviada por el Papa lo demostró. También se iba a emitir una "hostia de sangre" en Pulkau en 1338 basada en el modelo de Deggendorf. El Papa Benedicto XII advirtió contra su culto al emperador Alberto I de Habsburgo.  La crónica, por lo demás muy poco crítica, de Johannes von Winterthur, escrita alrededor de 1345, informa sobre otra acusación falsa: una mujer cristiana de Ehingen robó hostias consagradas alrededor de 1330 para practicar magia. Inmediatamente se sospechó de los judíos del lugar de este robo, 80 de ellos fueron ejecutados. 

### Röttingen
En la pequeña ciudad de Röttingen existían rumores sobre la profanación de una hostia. Un grupo de "matones de judíos" liderados por el "nobilis Rintfleisch" o "Rey Rintfleisch" (en latín también quidam nobilis dictus rex Rintfleisch) merodeó por Franconia y las áreas vecinas y cometió masacres en las comunidades judías locales. El 20 de abril de 1298, los 21 judíos de la ciudad de Röttingen fueron quemados en la hoguera en la primera masacre. Rintfleisch, a quien a veces se hace referencia en las fuentes como un caballero empobrecido y sobre todo como un "carnifex" (= carnicero, pero también verdugo), anunció que había recibido un mensaje personal del cielo y había sido designado aniquilador de todos los judíos. Después de esto, él y su pandilla fueron de pueblo en pueblo y mataron a todos los judíos que cayeron bajo su control, destruyendo las comunidades judías en Rothenburg ob der (Tauber), Wurzburgo, Bamberg, Dinkelsbühl, Nördlingen y Forchheim. En Núremberg, los judíos buscaron refugio en la fortaleza y fueron asistidos por ciudadanos cristianos, pero Rintfleisch venció a los defensores y asesinó a los judíos el 1 de agosto. El Libro de la memoria contiene los nombres de miles de judíos asesinados en numerosas ciudades, entre ellos Mordechai ben (Hillel), alumno de Meir de Rothenburg, con su esposa e hijos. Solo las comunidades de Ratisbona y Augsburgo escaparon de la matanza en masa, ya que los magistrados de las ciudades las protegieron. Extendiéndose desde Franconia hasta Baviera y Austria, los perseguidores destruyeron 146 comunidades y mataron a unos 20.000 judíos.

### Deggendorf
En 1337 también fue destruida la comunidad judía de Deggendorf en la Baja Baviera. Se dice que los judíos arrojaron allí hostias mártires a un pozo. Un monje anónimo escribió sobre esto en 1390:

En ese año [1337] el cuerpo del Señor, que los judíos martirizaron, fue encontrado en Deggendorf, y fueron quemados a causa de ello en 1338.

La verdadera razón puede haber sido la eliminación de los pagarés debidos a los judíos. El lugar se convirtió entonces en el destino de una peregrinación, el Deggendorfer Gnad. La iglesia funeraria de Deggendorf, consagrada en 1360, lleva la inscripción: Do bart Gotes Laichenam funden. El llamado "altar judío", un altar conmemorativo que es citado por primera vez en 1604, se encontraba sobre el lugar del presunto sacrilegio de la hostia debajo de la galería del órgano.
La leyenda del sacrilegio de la hostia de Deggendorf se transmitió durante siglos: la acusación de sacrilegio de la hostia en 1390 fue transmitidas una y otra vez en numerosos tratados populares. Retablos de 1725 ilustran los textos correspondientes. El libro de oración y devoción publicado en Deggendorf en 1776 se titulaba: "El milagro victorioso de la fe en el estado cristiano de Chur de Baviera. Quiero decir: Increíble reporte de la... presencia del divino Hijo encarnado... en 10 pequeñas... hostias, que en el año... 1337 en la ciudad de Deggendorf, por los... judíos.. .mal manejado...”. Los grabados en madera de 1776 mostraban el presunto sacrilegio de la hostia en detalle. 

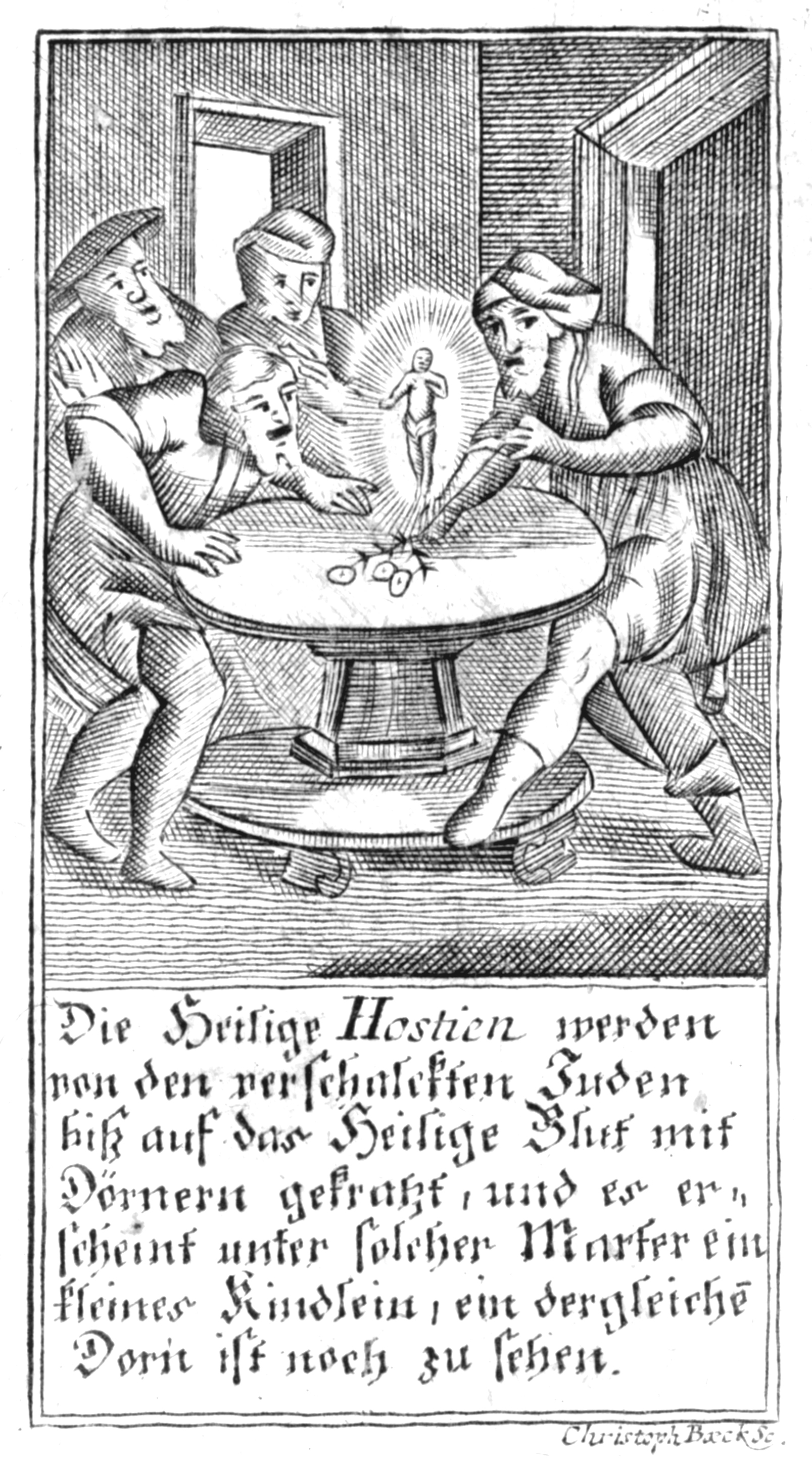
Die Heiligen Hostien werden / von den verschalekten Juden / biß auf das Heilige Blut mit / Dörnern gekratzt, und es er= / scheint unter solcher Marter ein / kleines Kindlein, ein dergleiche / Dorn ist noch zu sehen. [Las Sagradas Hostias son rayadas / por los judíos disfrazados hasta que fluye la Santa Sangre/ y aparece un / niño pequeño bajo tal tortura, se ve todavía una / espina semejante.]
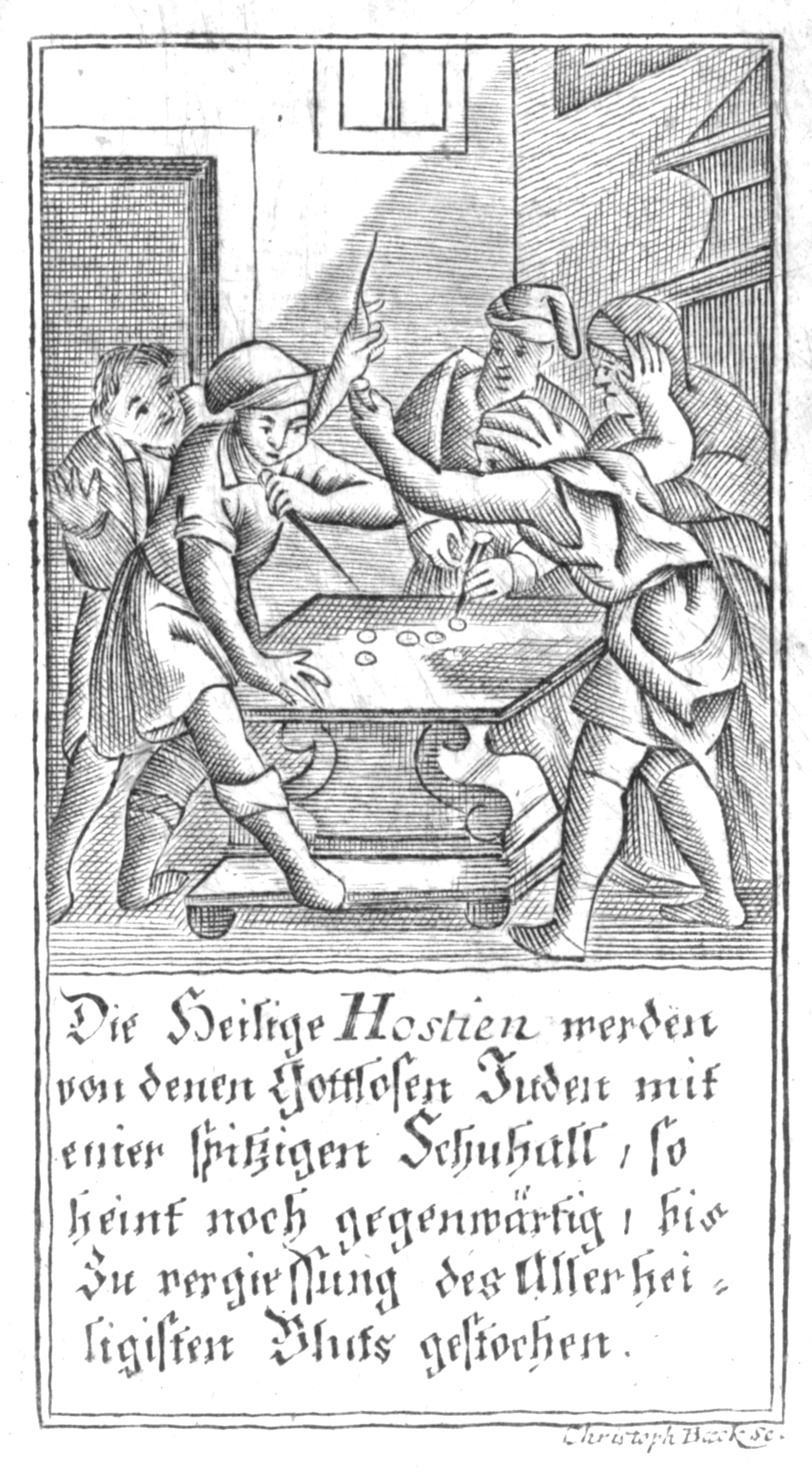
Die Heilige Hostien werden / von denen Gottlosen Juden mit / einer spitzigen Schuhall, so / heint noch gegenwärtig, / bis zu Vergiessung des Allerhei= / ligsten Bluts gestochen. [Las hostias sagradas son pinchadas / por los judíos impíos con / un zapato puntiagudo, por lo que / todavía significa hoy, / hasta el derramamiento de la/ sangre santísima.]
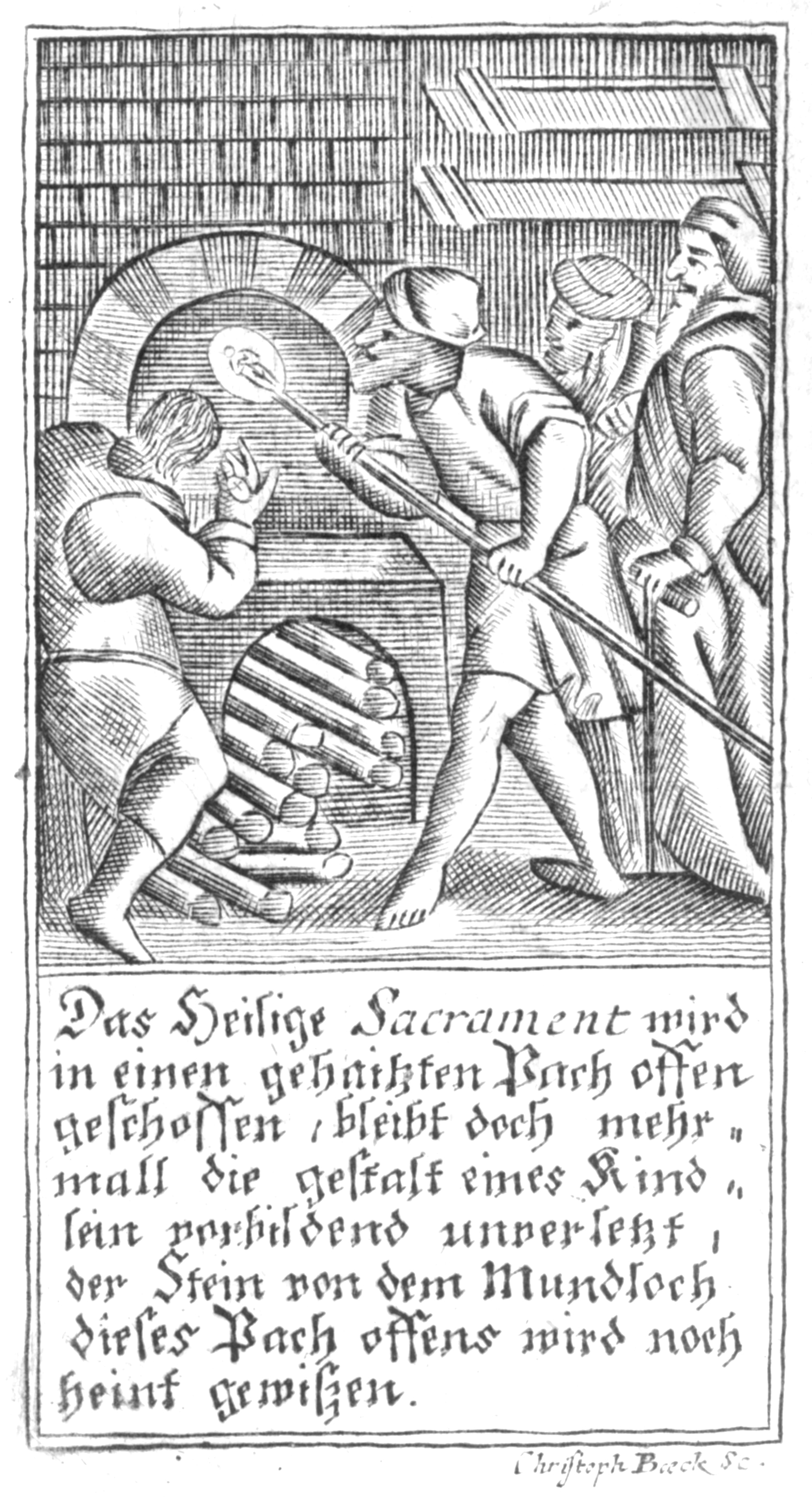
Das Heilige Sacrament wird / in einem gehaitzten Bachoffen geschossen, / bleibt doch mehr= / mall die gestalt eines Kind= / lein vorbildend unverletzt, / der (((((((((((((((((((((((((((((((((Stein))))))))))))))))))))))))))))))))) von dem Mundloch / dieses Bachoffens wird noch / heint gewißen. [El santísimo sacramento es arrojado / en un riachuelo caliente, / queda más que / incluso la forma de un niño = / pequeño ejemplar ileso, / la piedra del orificio de la boca / de este riachuelo está todavía / se dice que es cierta.
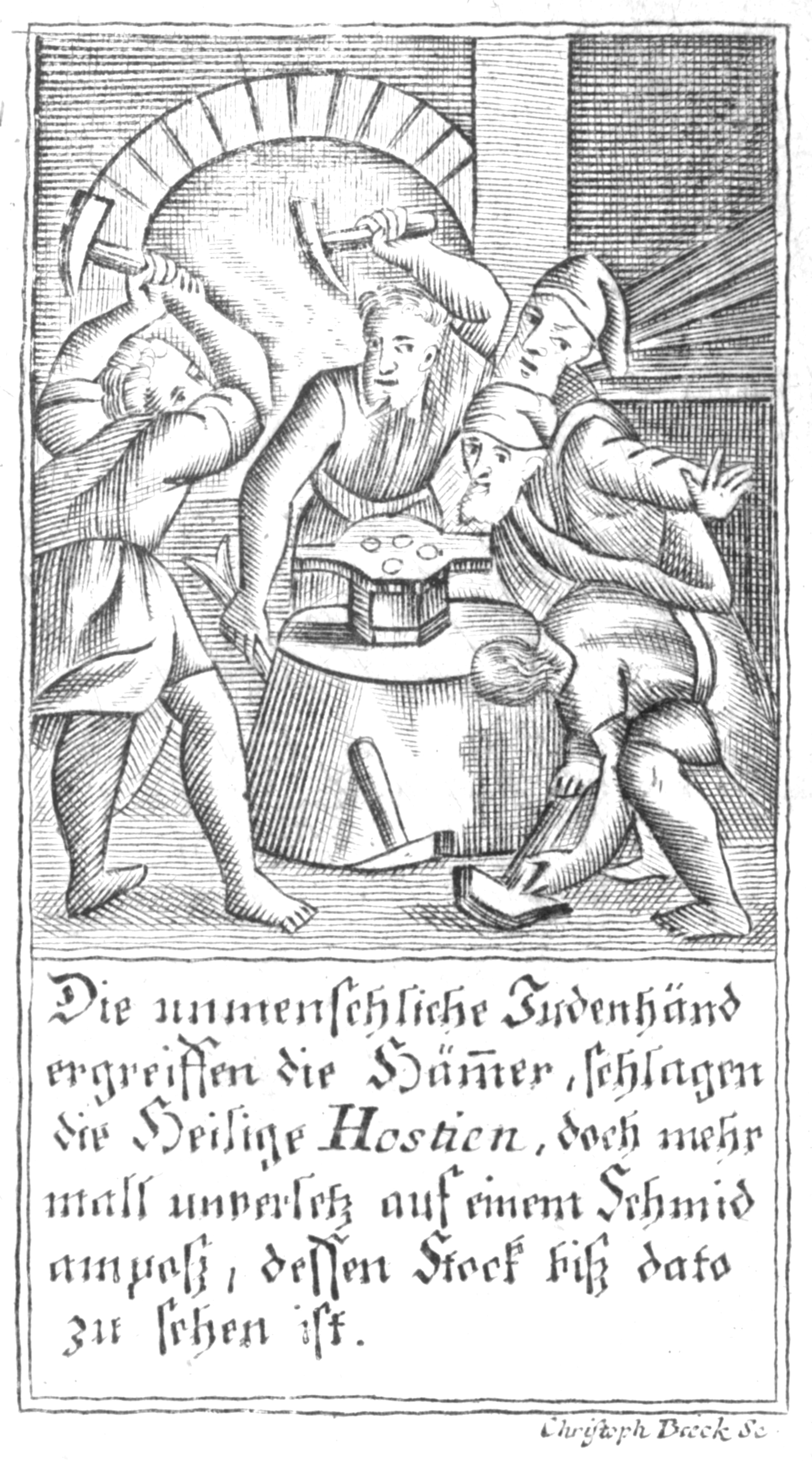
Die unmenschliche Judenhänd / ergreiffen die Hämer, schlagen / die Heilige Hostien, doch mehr / mall unverletz auf einem Schmid / amboß, dessen Stock biß dato / zu sehen ist. [Las manos inhumanas de los judíos / agarran los martillos, golpean / las sagradas hostias, pero más / levemente ilesas sobre un un yunque de herrero /, cuyo palo hasta ahora / se ve.]
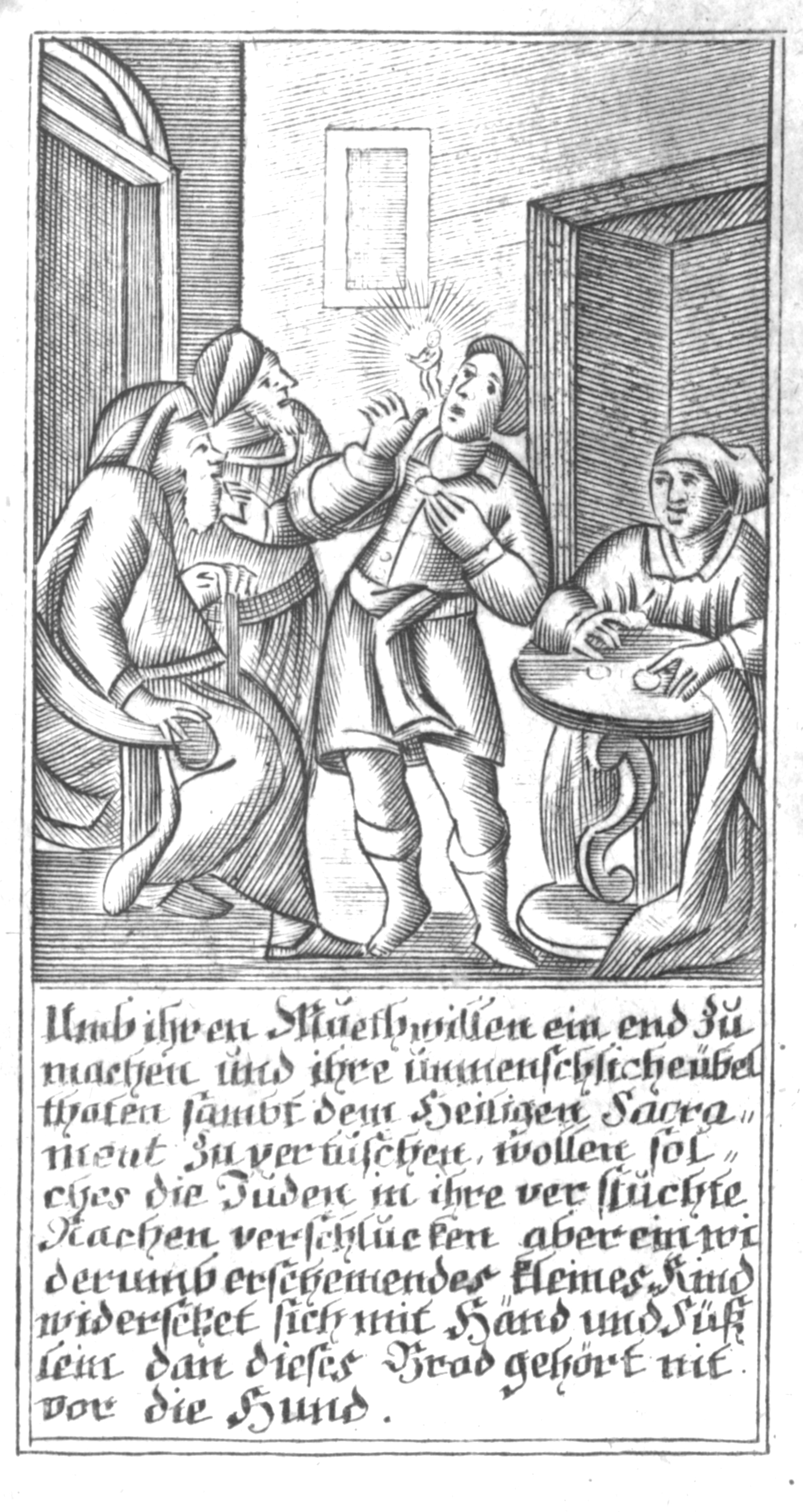
Umb ihren Muethwillen ein end zu / machen und ihre unmenschliche übel / thaten sambt dem Heiligen Sacra= / ment zu vertuschen, wollen sol= / ches die Juden in ihre verflucht / Rachen verschlucken aber ein wi / derumb erscheinendes kleines Kind widersetzt sich mit Händ und Füß / lein dan dieses Brod gehört nit / vor die Hund. [Para poner fin a sus desenfrenos y encubrir sus maldades inhumanas / obras junto con el Santísimo Sacramento, los judíos quieren tragar tales cosas / en sus gargantas malditas /, pero un niño pequeño que aparece de nuevo resiste con sus manos y manos Pies / entonces este pan no pertenece / a los perros.]
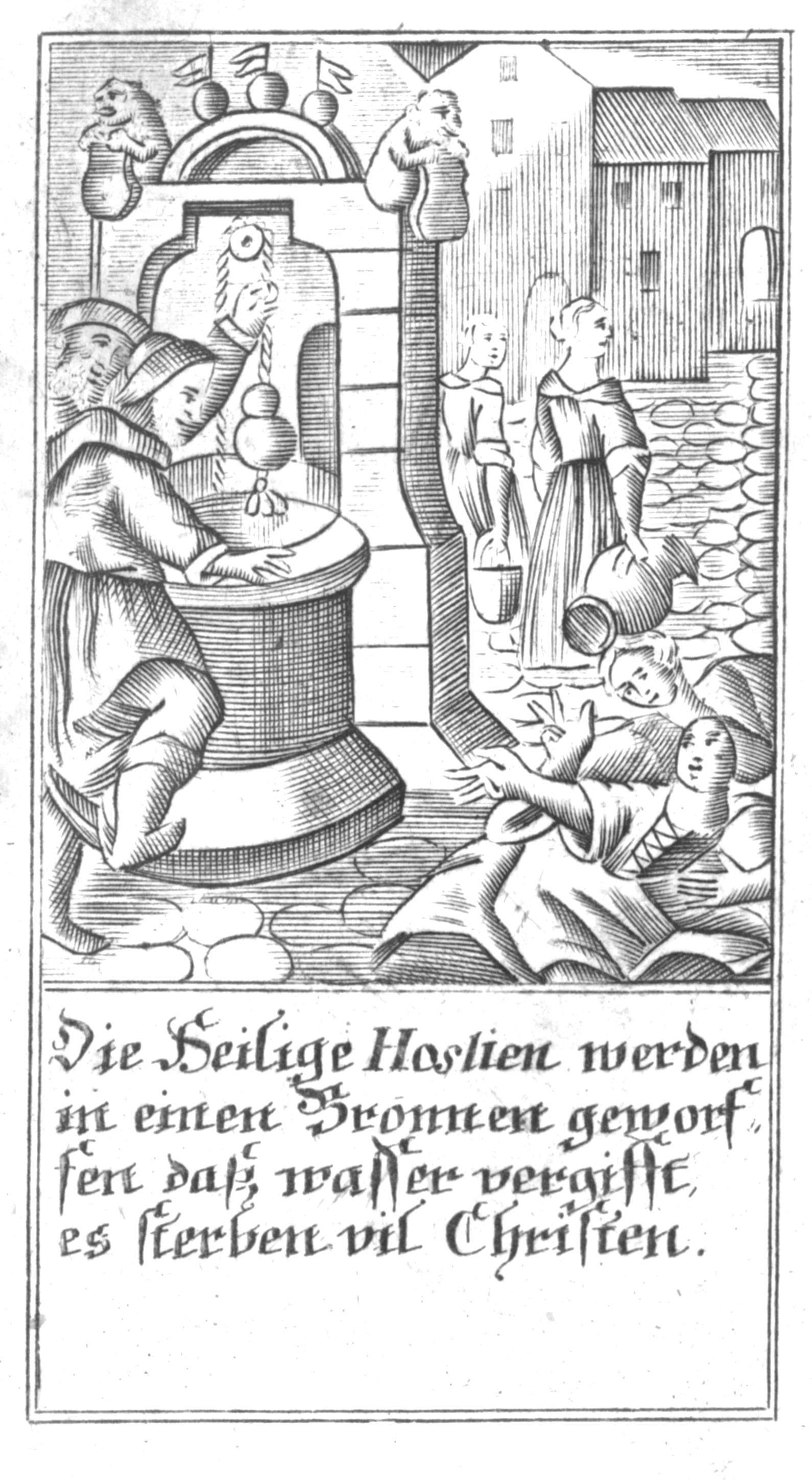
Die Heilige Hostien werden / in einen Bronnen geworf= / fen dass wasser vergifft, / es sterben vil Christen. [Las hostias sagradas son / arrojadas a una fuente = / para que el agua se envenene / mueren muchos cristianos.]

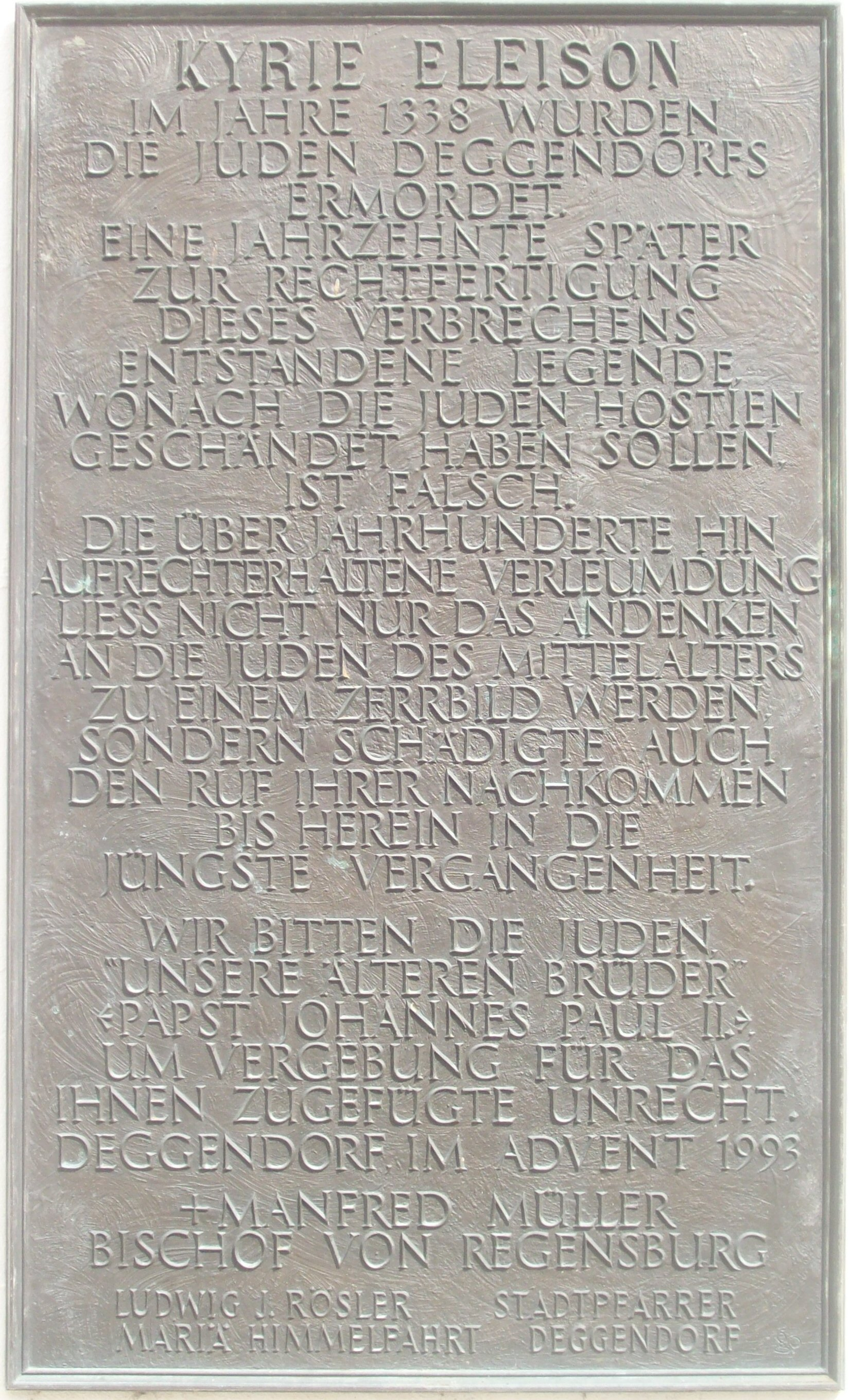
Inscripción en la iglesia de Deggendorf (1993)

Se realizaron obras de teatro sobre el tema, por ejemplo en Regen, en el bosque bávaro, en 1800. 
Todavía en 1960, un sacerdote benedictino escribió sobre las santas hostias en la iglesia funeraria de Deggendorf:

Si uno mira los hechos presentados, y cuán ininterrumpidamente grandes y pequeños, altos y bajos, espirituales y mundanos de cerca y de lejos, han rendido tan diversamente su adoración y admiración al cuerpo de Cristo, no es fácil comprender la locura de quienes en los últimos tiempos se burlan de los milagros como tonterías y estafas, y ven la devoción y peregrinaje a él como una glorificación del asesinato de los judíos.

La iglesia  de Deggendorf siguió siendo un lugar de peregrinación hasta 1992.
En 1993, el obispo Manfred Müller hizo colocar una placa cuya inscripción describe expresamente el sacrilegio como una leyenda que justificaba un crimen y pidió perdón a los judíos por la injusticia cometida contra ellos.
Todas las leyendas posteriores sobre el robo de hostias siguieron el patrón de la de Deggendorf. Los métodos de tortura de las autoridades eclesiásticas y seculares, como la Inquisición, se reflejan en sus detalladas descripciones. Donde se hablaba de intento de quemar la hostia, la pira para los judíos se proyectaba sobre ellos mismos. Las alegaciones consistentemente ficticias a menudo tenían la intención de justificar una expropiación de las comunidades judías locales y un culto a la hostia para ayudar al lugar a generar ingresos a partir de la afluencia de los peregrinos. Con este propósito, se construyeron capillas o iglesias en los lugares de los presuntos ultrajes, a menudo directamente encima de las sinagogas que habían sido incendiadas previamente. En ellas se exhibían las "hostias de sangre".

### Bruselas

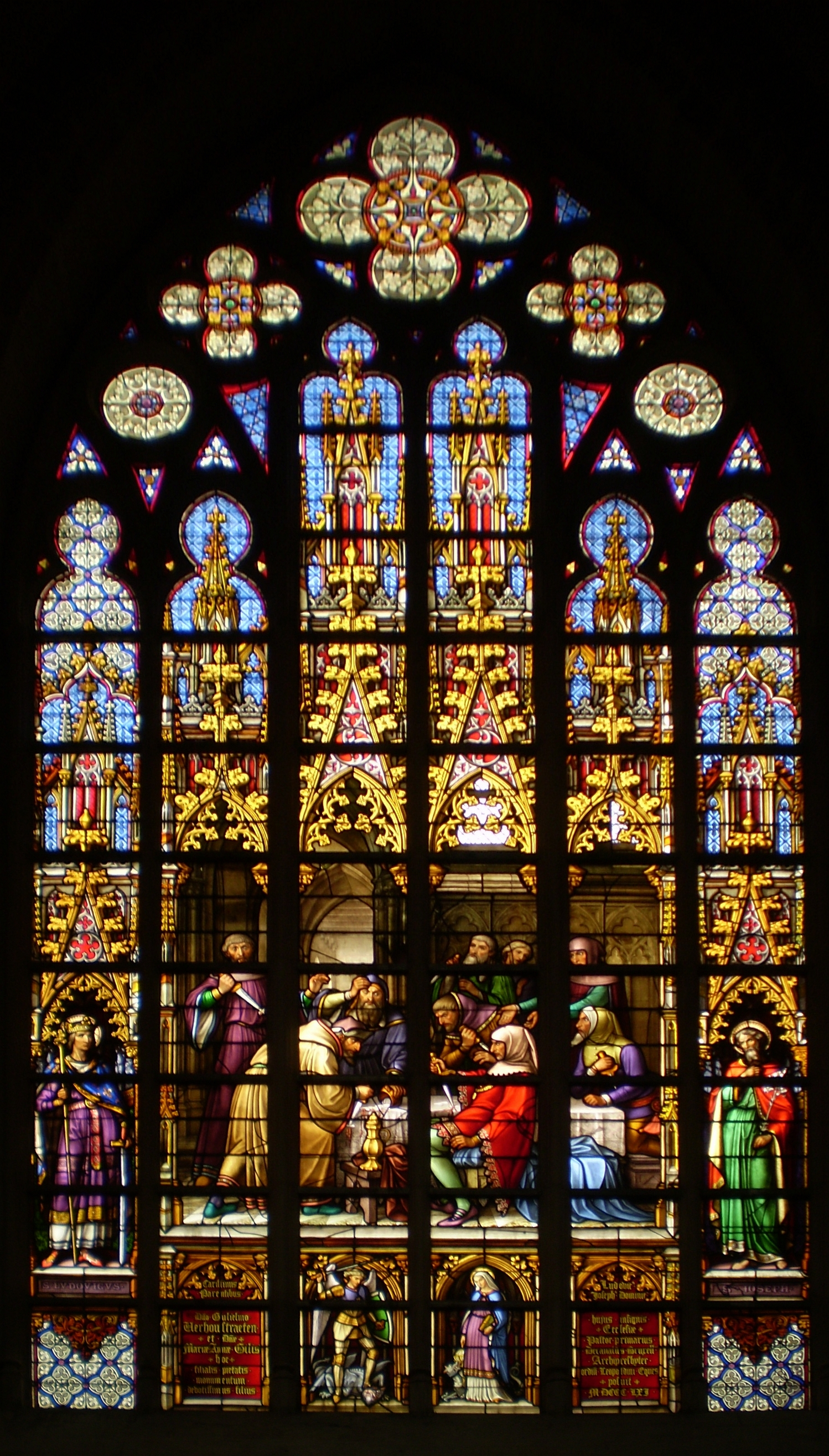
Vitral de la profanación de las hostias por los judíos en 1370, en la catedral de San Miguel y Santa Gúdula de Bruselas.

En 1370 en Bruselas, la acusación de profanación de hostias, vinculada a una reliquia recuperada de hostias profanadas que se encuentra actualmente en la Catedral de Santa Gúdula y que se celebra desde hace mucho tiempo en una fiesta especial, y a las representaciones artísticas también encontradas en la catedral, condujo a la quema de seis judíos (otras veces veinte) y, según se informa, la expulsión de la población judía de la ciudad.

### Otras ciudades
En 1510, en Knoblauch en Havelland, 38 judíos fueron ejecutados y otros más expulsados de Brandeburgo.
Se dice que una supuesta profanación de hostias en 1410, en Segovia, provocó un terremoto; como resultado, los principales judíos de la ciudad fueron ejecutados y la sinagoga local fue incautada y rededicada como convento e iglesia de Corpus Christi.
Acusaciones similares, que dieron como resultado una extensa persecución de los judíos, se presentaron en 1294, en Laa, Austria; 1298, en Röttingen, cerca de Würzburg; en Korneuburg, cerca de Viena; 1299, en Ratisbona; 1306, en St. Pölten; 1330, en Gustrow; 1338, en Praga; 1401, en Glogau; 1420, en Ems; 1453,  1514, en Mittelberg, en Alsacia; 1556, en Sochaczew, en Polonia. 

### Enns
Enns (antes de 1420): El sacristán de la St. Laurenzkirche fue acusado de haber dado varias hostias al judío de Enns Israel (Isserlein) y a su esposa. Aunque se dice que el incidente tuvo lugar varios años antes, es probable que solo haya surgido una acusación políticamente relevante durante el sínodo diocesano de la diócesis de Passau en noviembre de 1420 en la St. Laurenzkirche en Enns. El significado histórico de la iglesia de San Lorenzo de Enns debe verse en el contexto de una decisión papal de Martín V, en la primavera de 1420, quien había separado la diócesis de Passau de la agrupación metropolitana de Salzburgo basándose en la (supuesta) historia de la iglesia de San Lorenzo de Enns como sede de un obispado durante la antigüedad tardía. Después de que Martín V protestara enérgicamente contra los bautismos forzados a fines del año 1420/21, siguió una investigación que condujo al arresto y la correspondiente confesión del sacristán de Enns el 14 de marzo de 1421. El 12 de marzo de 1421, por orden del duque Alberto V, los últimos supervivientes de las comunidades judías austríacas fueron quemados vivos frente a los ojos de la población en el llamado Gänseweide en Viena-Erdberg. El 16 de abril de 1421, el sacristán de Enns, que estuvo involucrado en el presunto sacrilegio de la hostia, fue quemado en Viena-Erdberg, presumiblemente en el mismo lugar que los judíos antes. Viktor Kurrein investigó en 1931 los antecedentes de la acusación de la llamada profanación de la hostia de Enns, en concreto, su instrumentalización por parte del duque Albrecht, en una detallada contribución basada en fuentes.

### Breslavia
Breslavia 1453: después de que un granjero acusara a los judíos de haber cometido sacrilegio, el 2 de mayo de 1453 fueron enviados a prisión los 318 judíos de la ciudad. El joven rey Ladislao el póstumo de 13 años, nombró al franciscano Juan de Capistrano que investigara el incidente. 41 judíos fueron quemados en la hoguera y el resto expulsados de la ciudad. La propiedad judía fue confiscada. En 1926, el historiador (((((((((((((((((((((((((((((((((Willy Cohn))))))))))))))))))))))))))))))))) descubrió que los archivos de la ciudad contenían muchos documentos de las confiscaciones de 1453, que creía que demostraban que la persecución y el asesinato de los judíos tenía que ver con la apropiación de propiedades judías. En 1455, como rey de Bohemia, Ladislaus decretó el permiso de non tolerandis Judaeis ("privilegio de no tolerancia hacia los judíos"), que permitió a Breslau mantener a los judíos fuera de la ciudad por "tiempos eternos". Según (((((((((((((((((((((((((((((((((Cohn))))))))))))))))))))))))))))))))), la prohibición no duró demasiado, ya que los judíos eran necesarios, entre otras cosas, para el comercio con Polonia.

### Passau
Passau 1478: El culto a la hostia estuvo muy extendido a lo largo del siglo XV. Aunque el enviado papal Nicolás de Cusa intentó detener la práctica hacia 1450, diversas corrientes eclesiásticas utilizaron la acusación del sacrilegio de la hostia sin escrúpulos. En Passau, el cristiano Christoph Eysengreißheimer fue acusado de haber vendido ocho hostias robadas. Los judíos, luego, las habrían martirizado. El 10 de febrero de 1478, todos los hombres adultos del pueblo judío fueron arrestados y torturados para que confesaran. El 10 de marzo de 1478 fueron ejecutados diez de los acusados, incluidos dos extraños. Fueron lacerados con tenazas al rojo vivo y quemados o, si habían sido bautizados antes, decapitados. La sinagoga fue destruida, los otros judíos fueron expulsados. Se dice que 40 judíos se convirtieron al catolicismo en ese momento para poder quedarse en la ciudad. Poco antes de su muerte, el 14 de agosto de 1479, el príncipe obispo Ulrich von Nußdorf colocó la primera piedra de la iglesia de San Salvador. La iglesia se completó en 1495 y sirvió para fomentar el antisemitismo y el antijudaísmo católico. Un cuchillo, del que se decía que había sido utilizado para perforar las hostias, se incorporó a una magnífica custodia. El presunto sacrilegio de las hostias se mostró en pinturas de paneles. El intento de establecer una peregrinación antisemita en Passau, similar al Deggendorfer Gnad, recibió, sin embargo, menos aprobación.

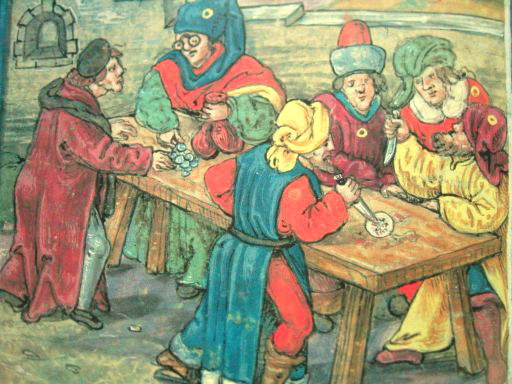
Sacrilegio de Sternberg en 1492. El sacerdote Peter Däne vende hostias consagradas al judío Eleazar, que son punzadas por los judíos y comienzan a sangrar. Representación ficticia de Diebold Schilling 1513 (detalle)

### Mecklenburg
Mecklenburg 1492: En el juicio por profanación de la hostia de Sternberg, 27 judíos de todo Mecklenburg fueron condenados a la hoguera y quemados. Todos los judíos tuvieron que abandonar Mecklenburg. Sus bienes fueron confiscados por los duques y todas las deudas fueron declaradas nulas. Las comunidades judías fuera de Mecklenburg luego impusieron una prohibición en el país. Se prohibió a los judíos establecerse en Mecklemburgo a partir de ese momento. Sternberg mismo se estableció como un lugar de peregrinación. Las ofrendas fueron repartidas entre la Iglesia católica y los duques de Mecklenburg.

### Evolución posterior
El último judío quemado por robar una hostia murió en 1631, según Jacques Basnage, citando a Manasseh b. Israel. En algunos casos, las leyendas de profanación de hostias surgieron sin acusaciones reales, como fue el caso de la leyenda de profanación de hostias de Poznan (Posen).

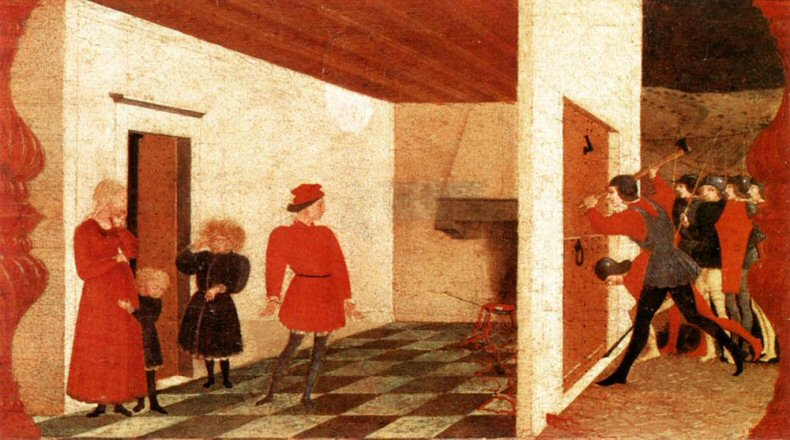
El segundo panel del Milagro de la hostia profanada de Paolo Uccello (c. 1467-1469) de la predela de la Cofradía de Urbino del Corpus Domini. Basado en la leyenda de París 1290, un prestamista judío está cocinando la hostia, que emana sangre. La esposa y los niños miran aterrorizados mientras la sangre se derrama en la calle en ríos mientras los soldados rompen la puerta.

La acusación de profanación de hostias cesó gradualmente después de la Reforma  protestante cuando primero Martín Lutero en 1523 y luego Segismundo II Augusto Jagellón en 1558 estuvieron entre los que repudiaron la acusación. Sin embargo, se produjeron casos esporádicos de libelo de profanación de hostias incluso en los siglos XVIII y XIX. En 1761 en Nancy, varios judíos de Alsacia fueron ejecutados, acusados de profanación de hostias sagradas. La última acusación registrada se presentó en Berlad, Rumania, en 1836.

## Controversia de 2008 en EE. UU.
En su entrada de blog del 8 de julio, el profesor de biología de la Universidad de Minnesota Morris, Paul Zachary Myers, criticó la reacción al acto percibido de profanación de la hostia por parte de un estudiante de la Universidad de Florida Central (el estudiante había intentado llevar la hostia a un amigo que tenía curiosidad por la comunión). Myers describió el nivel de hostigamiento contra el estudiante y expresó su intención de profanar la hostia, lo que la Iglesia Católica considera un asunto grave.
Myers expresó su indignación porque Fox News parecía estar incitando a los espectadores a causarle más problemas al estudiante y ridiculizó los informes de que guardias armados asistirían a la próxima misa. Myers sugirió que si alguno de sus lectores pudiera adquirir algunas hostias eucarísticas consagradas para él, trataría las obleas "con una profunda falta de respeto y un atroz abuso de galletas, todas fotografiadas y presentadas aquí en la web".
Un número de católicos inmediatamente reaccionó enérgicamente. William A. Donohue de la Liga Católica acusó a Myers de intolerancia anticatólica, describió su propuesta como una amenaza para profanar lo que los católicos consideran el Cuerpo de Cristo y envió una carta pidiendo a la Universidad de Minnesota y a la Legislatura del Estado de Minnesota tomar medidas contra Myers.
Myers perforó una hostia con un clavo oxidado, que también usó para perforar algunas páginas arrancadas del Corán y The God Delusion, y las tiró a la basura junto con café molido y una cáscara de plátano. Proporcionó una fotografía en su blog de estos artículos en la basura y escribió que nada debe considerarse sagrado, alentando a las personas a cuestionar todo.  Además, describió la historia de las acusaciones de profanación de hostias, enfatizando el uso frecuente de tales acusaciones en la Europa medieval para justificar el antisemitismo. 
Según Donohue, dado que se podía acceder al sitio web de Pharyngula a través de un enlace desde el sitio web de la Universidad de Minnesota, debería estar sujeto al código de conducta de la institución, que exige que los profesores sean "respetuosos, justos y civiles" al tratar con los demás. Posteriormente, Myers explicó al Star Tribune que si bien su publicación era "sátira y protesta", había recibido amenazas de muerte con respecto al incidente, pero no las tomaba demasiado en serio. El rector de la Universidad de Minnesota, Morris (UMM) defendió a Myers y afirmó: "Creo que los comportamientos que discriminan o acosan a personas o grupos en función de sus creencias religiosas son reprobables" y que la escuela "afirma la libertad de un profesor miembro a hablar o escribir como un ciudadano público sin disciplina o restricción institucional". 

## RevistaAl-Islam
En 2009, dos reporteros musulmanes de Al-Islam, una pequeña revista de Malasia, participaron en una misa católica mientras escribían encubiertos un artículo sobre casos de apostasía en el Islam (riddah) y recibieron la comunión. Posteriormente, los reporteros escupieron la hostia y la fotografiaron para demostrar que no habían apostatado. La foto resultante se publicó luego en su edición de mayo de 2009. La revista, propiedad de Utusan Karya, parte del Grupo Utusan Malaysia, envió a sus reporteros, incluido Muhd Ridwan Abdul Jalil, a dos iglesias en el valle de Klang, como parte de un informe de investigación especial. El acto de profanación ocurrió en la Iglesia de San Antonio en Jalan Robertson, Kuala Lumpur. 
Después de su publicación, dos laicos católicos de Penang, Sudhagaran Stanley y Joachim Francis Xavier, presentaron conjuntamente un informe policial contra los reporteros.  La policía no tomó ninguna medida a pesar de un posible cargo en virtud del artículo 298A (1) del Código Penal por causar discordia, desunión o sentimientos de enemistad, odio o mala voluntad, o perjudicar el mantenimiento de la armonía o la unidad, por motivos de religión. La profanación provocó indignación generalizada y condena tanto de no musulmanes como de musulmanes  en todo el país. Partidos que incluyen al Arzobispo de Kuala Lumpur, Murphy Pakiam; la Sociedad de Abogados Católicos; así como numerosos editoriales en los medios, criticaron al gobierno y al Fiscal General por su falta de acción.
Unos nueve meses después, a principios de marzo de 2010, Al-Islam publicó una disculpa a la Iglesia Católica y otros cristianos por el artículo. Fue publicado en el sitio web de su editor. El arzobispo Pakiam, quien también es presidente de la Conferencia de Obispos Católicos de Malasia, Singapur y Brunéi, aceptó la disculpa y dijo que no se tomarían más acciones (legales). 

## Durante una misa negra
Una Misa Negra es un ritual satánico diseñado para satirizar o invertir una misa católica tradicional. Las hostias consagradas son un ingrediente común en las misas negras, convirtiéndose en objeto de profanación. Las hostias primero deben ser robadas del tabernáculo de una iglesia católica, y/o ocultado por personas que se hacen pasar por feligreses que reciben la comunión.
En 2014, el Dakhma de Angra Mainyu celebró una misa negra pública en el Centro Cívico de Oklahoma y planeó incluir la profanación de una hostia consagrada, que iba a ser "pisoteada". En lugar de ello, la hostia fue devuelta a través de un abogado después de que la arquidiócesis presentara una demanda por su recuperación.

## Veracidad
El sacrilegio de la Hostia se considera erróneamente como un crimen ficticio cometido principalmente por paganos y grupos marginales. Investigaciones recientes indican que en realidad se profanaron hostias, especialmente en relación con crímenes de guerra, lo cual fue particularmente el caso cuando el objetivo era exponer como idólatra el culto religioso del enemigo, cuyos altares e iglesias fueron destrozados de manera demostrativa. Dado que la hostia tenía un significado ideológico muy especial dentro de una cultura de generosidad, el oponente no solo debía ser deshonrado materialmente, sino también espiritualmente.